# Blankmedievederlag
Blankmedievederlag (også kendt som blankmedieordningen, blankbåndsvederlag eller blankbåndsafgiften) er en vederlagsordning for uindspillede cd- og dvd-skiver, kassette- og videobånd, samt andre medier, hvorpå der kan optages data, lyd eller billeder. Ordningen er lovfæstet i ophavsretsloven.
Blankmedieordningen trådte i kraft den 1. januar 1993, og giver en økonomisk kompensation til rettighedshaverne for lovlig privatkopiering. Når man køber et blankt (dvs. nyt, tomt) medie til brug ved kopiering, så formodes det, at man i et vist omfang anvender disse til at tage en kopi af et kunstnerisk værk, f.eks. et stykke musik, der spilles i radioen eller en film, der vises i tv.
Vederlaget går til de skabende kunstnere, udøvende kunstnere, film- og pladeproducenter og radioforetagender, som mister en indtægt, idet det antages at der i stedet ville blive købt en en original udgave af værket. Indtægterne fra ordningen fordeles af Copy-Dan Båndkopi.
Professionelle slutbrugere kan fritages fra et betale vederlaget, hvis medierne skal anvendes erhvervsmæssigt (og altså ikke sælges videre til private).
Ved ændring af ophavsretsloven den 2. Juni 2006 blev blankmedievederlaget nedsat betydeligt for DVD'er der siden 2003 havde været ca. 10 kr.

§ 40. Vederlaget udgør for 2006 pr. minut spilletid for analoge lydbånd 0,0603 kr. og for analoge videobånd 0,0839 kr.
Stk. 2. Vederlaget udgør for 2006 for digitale lydmedier 1,88 kr. pr. stk., for digitale billedmedier 3 kr. pr. stk. og for digitale hukommelseskort 4,28 kr. pr. stk.

Stk. 3. De i stk. 1 og 2 nævnte vederlag reguleres fra 2007 årligt med satsreguleringsprocenten, jf. lov om en satsreguleringsprocent.
Baggrunden var bl.a. at blankmedievederlaget bevirkede en så stor fordyrelse af medierne at der var betydelige besparelser for forbrugerne ved købe DVD'er (og CD'er) over internettet fra f.eks. Tyskland eller Sverige. EU tillader nemlig normalt ikke at Danmark pålægger afgifter på varer som forbrugerne importerer fra andre EU-lande. Forbrugerne kan dog fortsat opnå betydelige besparelser ved at importere DVD'er og CD'er hvilket formentlig reducerer indtægterne fra ordningen ganske betydeligt.